# Fiordo di Roskilde

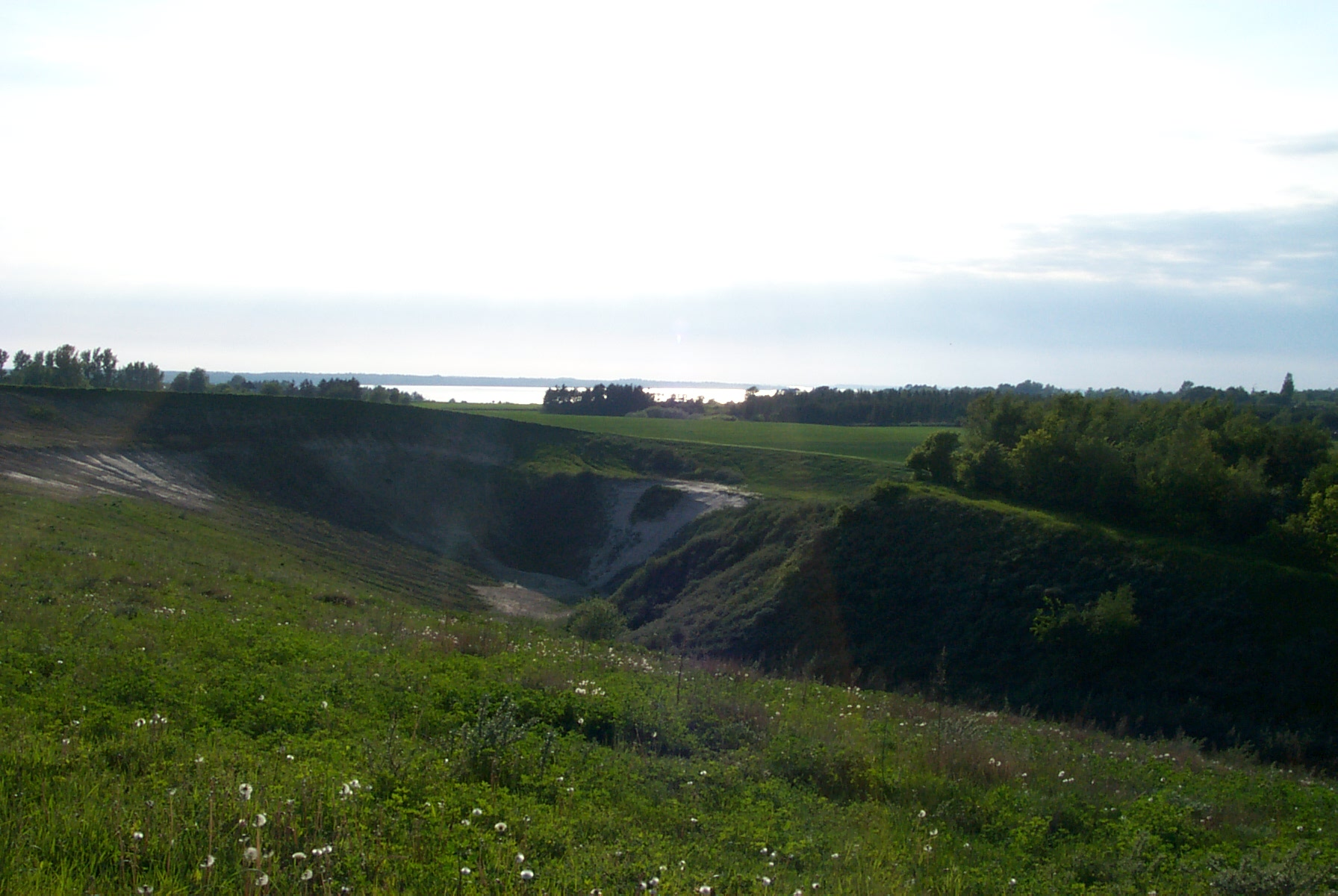
Cava di ghiaia di Ølsted, col fiordo di Roskilde sullo sfondo

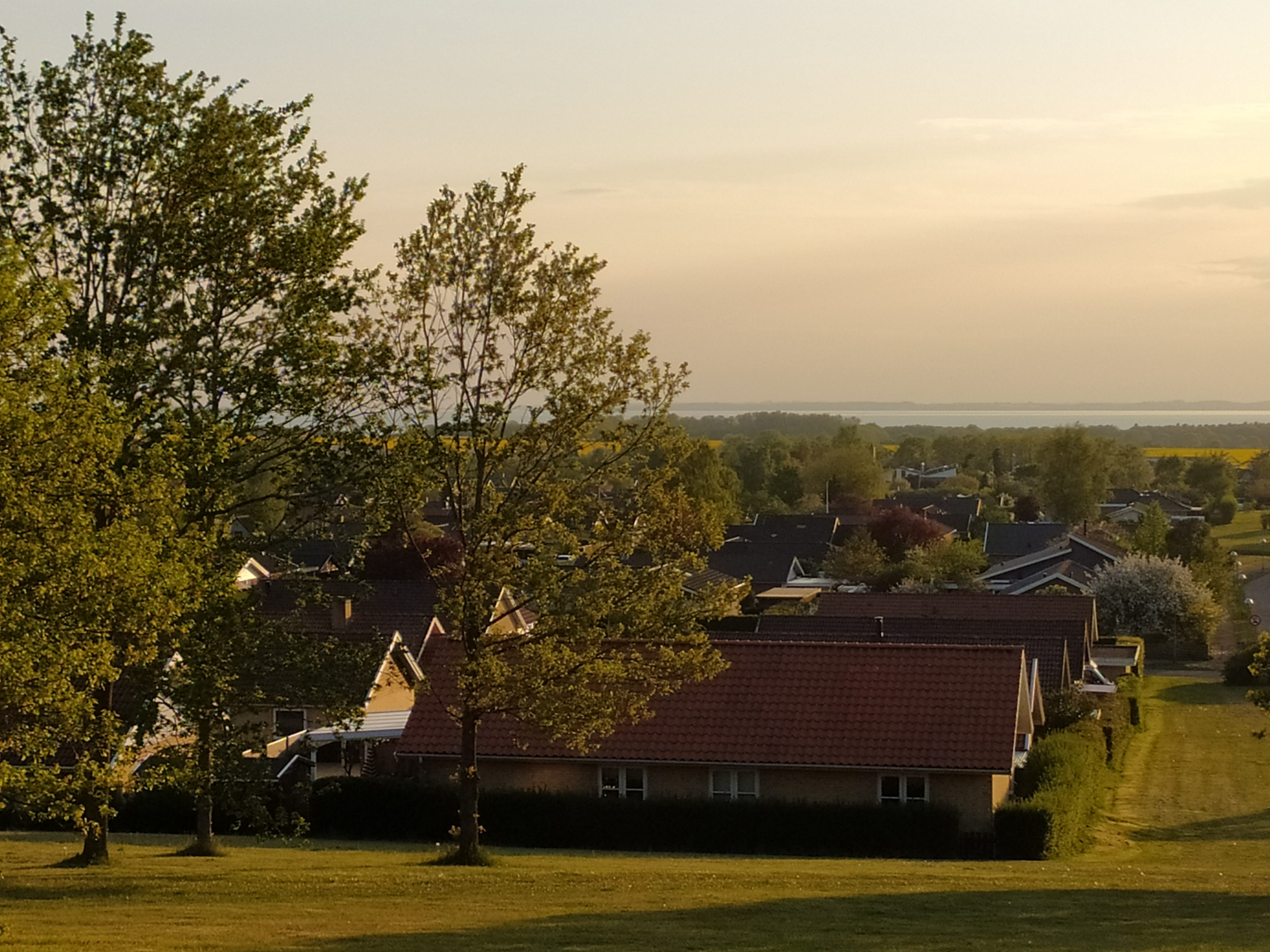
Veduta fiordo di Roskilde da Jaegerpris

Il fiordo di Roskilde è un fiordo che si trova a nord di Roskilde, Danimarca. Si tratta di un lungo ramo dell'Isefjord. 

## Città
Le città di Frederiksværk, Frederikssund, Jægerspris, Jyllinge e Roskilde (patria del famoso Roskilde Festival), sono situate sulla costa del fiordo di Roskilde.

## Epoca vichinga
In epoca vichinga, attorno all'anno 1000, gli abitanti di Roskilde decisero di affondare alcune delle loro navi nei pressi del fiordo a Skuldelev, al fine di impedire ai Vichinghi l'arrivo ed il saccheggio.
 All'inizio si pensava trattarsi di sole cinque navi, ma poi ne sono state scoperte un totale di 14.  Questa strategia funzionò talmente bene che più nessuno riuscì ad entrare nel fiordo, il commercio subì un declino, e la stessa cosa successe per la popolazione locale.
Il Museo delle navi vichinghe di Roskilde mette in mostra cinque delle imbarcazioni affondate e ritrovate nei secoli successivi.